# ایگناسیو سولوسابال
ایگناسیو سولوسابال (اسپانیایی: Ignacio Solozábal‎؛ زادهٔ ۸ ژانویهٔ ۱۹۵۸) بازیکن بسکتبال اهل اسپانیا بود.
از باشگاه‌هایی که در آن بازی کرده‌است می‌توان به باشگاه فوتبال بارسلونا اشاره کرد.
وی در مسابقات کشوری و بین‌المللی در مجموع برندهٔ ۲ مدال نقره، ۱ مدال برنز شده‌است.